# سیارک ۱۰۸۷۲
سیارک ۱۰۸۷۲ (به انگلیسی: 10872 Vaculik، نامگذاری:1996TJ9) ده هزار و هشتصد و هفتاد و دومین سیارک کشف شده‌است که در ۱۲ اکتبر ۱۹۹۶ کشف شد.
قدر مطلق سیارک برابر ۱۵٫۲۰ است.